# Якимовское (Ярославская область)
Яки́мовское — село в Ростовском районе Ярославской области.

## История
По народному преданию, в этом местe в древности стоял терем ростовского богатыря Вадима Бесстрашного.
В XII векe здесь жил боярин Яким, племянник суздальского боярина Степана Кучки.
В XV веке это место принадлежало князю Василию Фёдоровичу Бахтеярову, племянник которого, князь Владимир Иванович, завещал его своему сыну, князю Петру Владимировичу Бахтеярову, тот в свою очередь передал эту вотчину своей дочери Татьянe, супругe князя Бориса Владимировича Щепина (1546). От князя Бориса вотчина перешла к князю Василию Наумовничу Приимкову, который и присоединил её Ростовскому архиерейскому дому.
В 1779 году прихожане Якимовского во главе со священником Иоанном Яковлевым обратились к архиепископу Ростовскому и Ярославскому Преосвященному Самуилу с прошением о постройке в селе каменной церкви во имя Рождества Христова с приделом Святого Николая Чудотворца. В прошении сообщалось о готовности прихожан начать строить кирпичные заводы и заготавливать материалы для будущего храма, а также о денежном сборе до 1.000 рублей. Каменная церковь была построена в 1787 году.
В XIX веке село Якимовское входило в состав Угодичской волости.
18 июня 1856 года в селе был крупный пожар, среди прочих сгорел дом сельской расправы.
В 1879 году в Якимовском учреждена сельская школа.
В 1904 году на средства попечительства трезвости в селе основана народная библиотека, сейчас она называется Якимовская сельская библиотека Ростовского района.

## Население
| 1859 | 1914 | 2007 | 2010 |
| ---- | ---- | ---- | ---- |
| 253  | ↗350 | ↘105 | ↘77  |

## Достопримечательности
В селе расположена действующая Церковь Рождества Христова (1787).